# سیارک ۷۱۰۰۱
سیارک ۷۱۰۰۱ (به انگلیسی: 71001 Natspasoc، نامگذاری:1999XL37) هفتاد و یک هزار و یکمین سیارک کشف شده است که در ۷ دسامبر ۱۹۹۹ کشف شد.